# 50-km-Gehen
50-km-Gehen (englisch: 50 km race walking) ist eine Leichtathletikdisziplin für Männer und Frauen, der auf Straßenstrecken ausgetragen wird und von 1932 in Los Angeles bis 2021 in Sapporo zum Männerprogramm der Olympischen Spiele gehörte (außer 1976 in Montreal). Das 50-km-Gehen war damit die längste olympische Disziplin in der Leichtathletik. Das 50-km-Gehen ist bei Welt- und Europameisterschaften seit 2022 durch das 35-km-Gehen ersetzt worden.

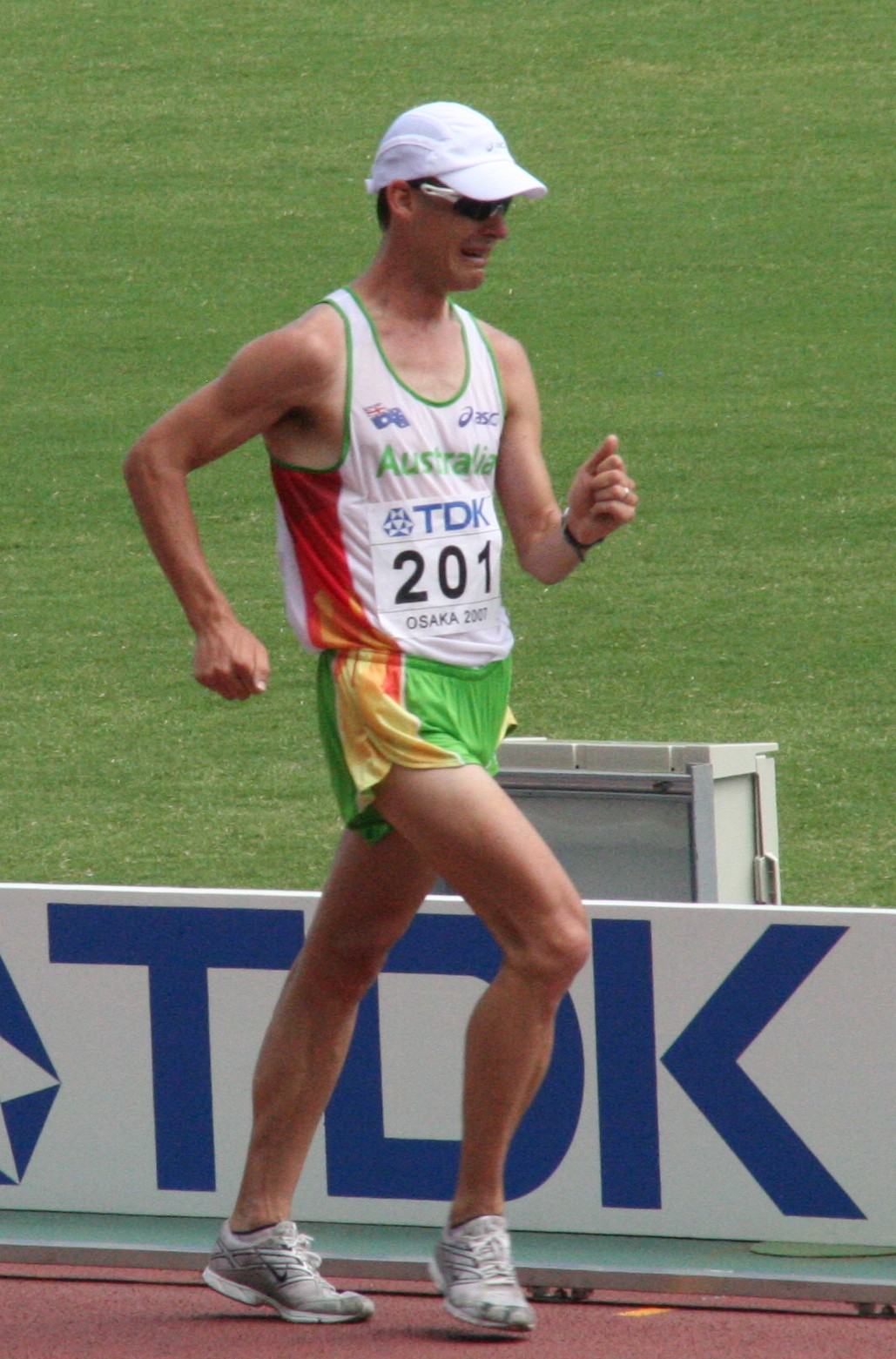
Der Australier Nathan Deakes, Gewinner des 50-km-Gehens in Osaka 2007

Beim Gehen muss im Unterschied zum Laufen immer Bodenkontakt bestehen, zumindest ohne für das menschliche Auge sichtbare Unterbrechung. Außerdem muss der Geher das vordere Bein vom Aufsetzen auf den Boden bis zum Erreichen der senkrechten Stellung gestreckt halten. Diese Vorschriften werden von Kampfrichtern während des Wettkampfes überwacht. Bei Feststellung eines Verstoßes beantragt der Kampfrichter die Disqualifikation des betroffenen Gehers. Die Anzahlen der für die Teilnehmer gestellten Disqualifikationsanträge (von verschiedenen Kampfrichtern) werden auf einer für Alle sichtbaren Tafel am Rand der Strecke notiert. Wenn für einen Sportler Disqualifikationsanträge von drei (oder mehr) Kampfrichtern gestellt worden sind, wird er disqualifiziert, wovon er durch Zeigen einer roten Kelle informiert wird. Außerdem haben die Kampfrichter beliebig oft die Möglichkeit, einen Sportler durch Zeigen einer gelben Kelle mit einem entsprechenden Symbol (Winkel bei mangelhafter Kniestreckung, Tilde (Welle) bei mangelhaftem Bodenkontakt) auf eine Unsauberkeit in seinem Gehstil, die aber noch nicht groß genug ist für einen Disqualifikationsantrag, hinzuweisen.
Die besten 50-km-Geher erzielen Zeiten um 3:40 Stunden (Weltrekord: 3:32:33 h), das entspricht einer Geschwindigkeit von 3,78 m/s oder 13,63 km/h.
Das 50-km-Gehen war über viele Jahre eine der wenigen Disziplinen der Leichtathletik, die nur von Männern bestritten wurden. 2016 beschloss die IAAF, dass ab 2017 auch Frauenwettbewerbe über diese Distanz durchgeführt werden.
So gab es sowohl bei den Weltmeisterschaften 2017 in London als auch bei den Europameisterschaften 2018 in Berlin und den Weltmeisterschaften 2019 in Doha einen Frauenwettkampf in dieser Disziplin. Austragungen bei den Olympischen Spielen 2020 waren geplant, wurden aber letztendlich nicht durchgeführt. Bei den Olympischen Spielen 2024 in Paris wurde das 50-km-Gehen ganz gestrichen und durch das Marathon-Gehen als Mixed-Staffel ersetzt.
Die gleiche Strecke wird auch als Bahnwettkampf durchgeführt und dann als 50.000-Meter-Gehen bezeichnet.

## Meilensteine
Jeweils in Bahnrennen erzielt:
- erster unter 4:30 Stunden: 4:29:58,0 h, John Ljunggren (SWE), 1953
- erster unter 4:00 Stunden: 3:56:51,4 h, Bernd Kannenberg (FRG), 1972
- erster unter 3:50 Stunden: 3:41:38,4 h, Raúl González (MEX), 1979

Im Straßenrennen erzielt:
- erster unter 4:30 Stunden: 4:26:41 h, Edgar Bruun (NOR), 1936
- erster unter 4:00 Stunden: 3:55:36 h, Gennadi Agapow (URS), 1965
- erster unter 3:50 Stunden: 3:45:52 h, Raúl González (MEX), 1978
- erster unter 3:40 Stunden: 3:38:31 h, Ronald Weigel (GDR), 1984

## Erfolgreichste Sportler
- Robert Korzeniowski (POL): jeweils dreifacher Olympiasieger, 1996, 2000 und 2004, und Weltmeister, 1997, 2001 und 2003

Erfolgreichste Deutsche:
- Christoph Höhne, Olympiasieger 1968, für die DDR startend
- Bernd Kannenberg, Olympiasieger 1972, für die BRD startend
- Hartwig Gauder, Olympiasieger 1980 und Olympiadritter 1988; Weltmeister 1987 (jeweils für die DDR startend), Weltmeisterschaftsdritter 1991
- Ronald Weigel, Weltmeister 1983, Olympiazweiter 1988 (jeweils für die DDR startend); Olympiadritter 1992

## Statistik

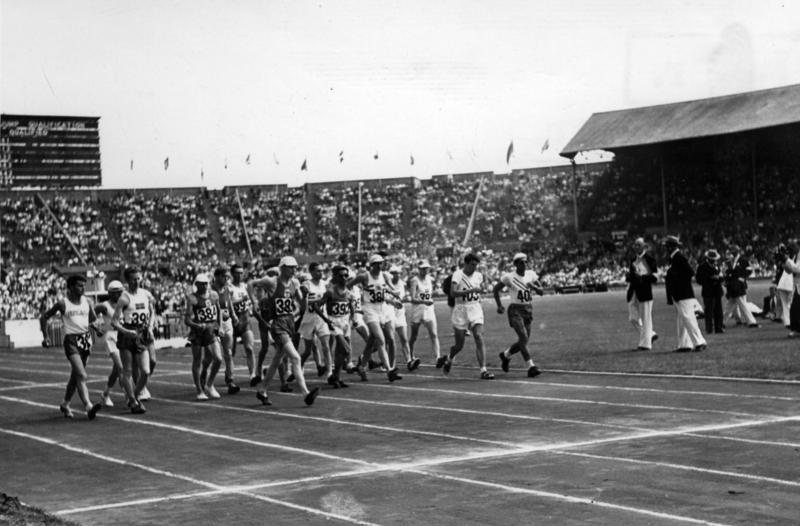
Start des 50-km-Gehens bei den Olympischen Spielen 1948

### Medaillengewinner der Olympischen Spiele
| Jahr  | Goldmedaille          | Silbermedaille         | Bronzemedaille      |
| ----- | --------------------- | ---------------------- | ------------------- |
| 1932  | Tommy Green           | Jānis Daliņš           | Ugo Frigerio        |
| 1936  | Harold Whitlock       | Arthur Tell Schwab     | Adalberts Bubenko   |
| 1948  | John Ljunggren        | Gaston Godel           | Tebbs Lloyd Johnson |
| 1952  | Giuseppe Dordoni      | Josef Doležal          | Antal Róka          |
| 1956  | Norman Read           | Jewgeni Maskinskow     | John Ljunggren      |
| 1960  | Don Thompson          | John Ljunggren         | Abdon Pamich        |
| 1964  | Abdon Pamich          | Paul Nihill            | Ingvar Pettersson   |
| 1968  | Christoph Höhne       | Antal Kiss             | Larry Young         |
| 1972  | Bernd Kannenberg      | Weniamin Soldatenko    | Larry Young         |
| 1980  | Hartwig Gauder        | Jordi Llopart          | Jewgeni Iwtschenko  |
| 1984  | Raúl González         | Bo Gustafsson          | Sandro Bellucci     |
| 1988  | Wjatscheslaw Iwanenko | Ronald Weigel          | Hartwig Gauder      |
| 1992  | Andrei Perlow         | Carlos Mercenario      | Ronald Weigel       |
| 1996  | Robert Korzeniowski   | Michail Schtschennikow | Valentí Massana     |
| 2000  | Robert Korzeniowski   | Aigars Fadejevs        | Joel Sánchez        |
| 2004  | Robert Korzeniowski   | Denis Nischegorodow    | Alexei Wojewodin    |
| 2008  | Alex Schwazer         | Jared Tallent          | Denis Nischegorodow |
| 2012* | Jared Tallent         | Si Tianfeng            | Robert Heffernan    |
| 2016  | Matej Tóth            | Jared Tallent          | Hirooki Arai        |
| 2021  | Dawid Tomala          | Jonathan Hilbert       | Evan Dunfee         |

* Dem russische Sportler Sergej Kirdjapkin wurde 2016 seine Goldmedaille wegen auffälliger biologischer Werte aberkannt.

## Medaillengewinner der Weltmeisterschaften

### Männer
| Jahr | Goldmedaille        | Silbermedaille      | Bronzemedaille         |
| ---- | ------------------- | ------------------- | ---------------------- |
| 1976 | Weniamin Soldatenko | Enrique Vera        | Reima Salonen          |
| 1983 | Ronald Weigel       | Josep Marín         | Sergei Jung            |
| 1987 | Hartwig Gauder      | Ronald Weigel       | Wjatscheslaw Iwanenko  |
| 1991 | Aleksandr Potaschow | Andrei Perlow       | Hartwig Gauder         |
| 1993 | Jesús Ángel García  | Valentin Kononen    | Waleri Spitsyn         |
| 1995 | Valentin Kononen    | Giovanni Perricelli | Robert Korzeniowski    |
| 1997 | Robert Korzeniowski | Jesús Ángel García  | Miguel Ángel Rodríguez |
| 1999 | Ivano Brugnetti     | Nikolai Matjuchin   | Curt Clausen           |
| 2001 | Robert Korzeniowski | Jesús Ángel García  | Edgar Hernández        |
| 2003 | Robert Korzeniowski | German Skurygin     | Andreas Erm            |
| 2005 | Sergei Kirdjapkin   | Aleksei Wojewodin   | Alex Schwazer          |
| 2007 | Nathan Deakes       | Yohann Diniz        | Alex Schwazer          |
| 2009 | -                   | Trond Nymark        | Jesús Ángel García     |
| 2011 | -                   | Denis Nischegorodow | Jared Tallent          |
| 2013 | Robert Heffernan    | Michail Ryschow     | Jared Tallent          |
| 2015 | Matej Tóth          | Jared Tallent       | Takayuki Tanii         |
| 2017 | Yohann Diniz        | Hirooki Arai        | Kai Kobayashi          |
| 2019 | Yūsuke Suzuki       | João Vieira         | Evan Dunfee            |

### Frauen
| Jahr | Goldmedaille   | Silbermedaille | Bronzemedaille  |
| ---- | -------------- | -------------- | --------------- |
| 2017 | Inês Henriques | Yin Hang       | Yang Shuqing    |
| 2019 | Liang Rui      | Li Maocuo      | Eleonora Giorgi |

### Weltrekordentwicklung
| Zeit (h)  | Name                | Datum              | Ort                |                                                      |
| --------- | ------------------- | ------------------ | ------------------ | ---------------------------------------------------- |
| 4:40:14,3 | Hermann Müller      | 7. September 1921  | München            |                                                      |
| 4:36:21,7 | Karl Hähnel         | 20. September 1924 | Berlin             |                                                      |
| 4:34:03,0 | Paul Sievert        | 5. Oktober 1924    | München            |                                                      |
| 4:30:22   | Romano Vecchietti   | 16. September 1928 | Rom                |                                                      |
| 4:26:41   | Edgar Bruun         | 28. Juni 1936      | Oslo               |                                                      |
| 4:24:47   | Viggo Invorsen      | 17. August 1941    | Odense             |                                                      |
| 4:23:40   | Josef Doležal       | 4. August 1946     | Poděbrady          |                                                      |
| 4:23:14   | Josef Doležal       | 24. August 1952    | Poděbrady          |                                                      |
| 4:20:30   | Wladimir Uchow      | 29. August 1952    | Leningrad          |                                                      |
| 4:16:06   | Josef Doležal       | 12. September 1954 | Poděbrady          |                                                      |
| 4:07:29   | Anatoli Jegorow     | 17. November 1955  | Tiflis             |                                                      |
| 4:05:13   | Grigori Klimow      | 10. August 1956    | Moskau             |                                                      |
| 4:03:53   | Anatoli Wedjakow    | 13. August 1959    | Moskau             |                                                      |
| 4:03:02   | Abdon Pamich        | 16. Oktober 1960   | Ponte San Pietro   |                                                      |
| 4:01:39   | Grigori Klimow      | 17. August 1961    | Leningrad          |                                                      |
| 4:00:50   | Michail Lawrow      | 5. September 1961  | Kasan              |                                                      |
| 3:55:36   | Gennadi Agapow      | 17. Oktober 1965   | Alma-Ata           | ungültige Leistung, weil nur 45,5 km, dazu bergab... |
| 3:52:44,6 | Bernd Kannenberg    | 27. Mai 1972       | Bremen             |                                                      |
| 3:45:52   | Raúl González       | 23. April 1978     | Mixhuca            |                                                      |
| 3:41:20   | Raúl González       | 11. Juni 1978      | Poděbrady          |                                                      |
| 3:40:46   | Josep Marín         | 13. März 1983      | Valencia           |                                                      |
| 3:38:31   | Ronald Weigel       | 20. Juli 1984      | Berlin             |                                                      |
| 3:38:17   | Ronald Weigel       | 25. Mai 1986       | Potsdam            |                                                      |
| 3:37:41   | Andrei Perlow       | 5. August 1989     | Leningrad          |                                                      |
| 3:37:26   | Waleri Spizyn       | 21. Mai 2000       | Moskau             |                                                      |
| 3:36:03   | Robert Korzeniowski | 27. August 2003    | Paris, Saint-Denis |                                                      |
| 3:35:47   | Nathan Deakes       | 2. Dezember 2006   | Geelong            |                                                      |
| 3:34:14   | Denis Nischegorodow | 11. Mai 2008       | Tscheboksary       |                                                      |
| 3:32:33   | Yohann Diniz        | 15. August 2014    | Zürich             |                                                      |

Anmerkung: IAAF-Bestimmungen gelten nicht nachträglich!
Folglich ist zu beachten: 19(45)-1976 1/5 Sekunde,
1977, 1978 ht 1/10 s
Straße: seit 1979 ganze Sekunden (aufgerundet)

### Weltbestenliste

#### Männer
Alle Geher mit einer Zeit von 3:41:02 Stunden oder schneller. Letzte Veränderung: 11. April 2021
1. 3:32:33 h  Yohann Diniz, Zürich, 15. August 2014
2. 3:34:14 h  Denis Nischegorodow, Tscheboksary, 11. Mai 2008
3. 3:34:38 h  Matej Tóth, Dudince, 21. März 2015
4. 3:35:47 h  Nathan Deakes, Geelong, 2. Dezember 2006
5. 3:36:03 h  Robert Korzeniowski, Paris, 27. August 2003
6. 3:36:04 h  Alex Schwazer, Rosignano Solvay, 11. Februar 2007
7. 3:36:06 h  Yu Chaohong, Nanjing, 22. Oktober 2005
8. 3:36:13 h  Zhao Chengliang, Nanjing, 22. Oktober 2005
9. 3:36:20 h  Han Yucheng, Nanning, 27. Februar 2005
10. 3:36:42 h  German Skurygin, Paris, 27. August 2003
11. 3:36:45 h  Masatora Kawano, Takahata, 27. Oktober 2019
12. 3:36:53 h  Jared Tallent, London, 11. August 2012
13. 3:37:16 h  Si Tianfeng, London, 11. August 2012
14. 3:37:26 h  Waleri Spizyn, Moskau, 21. Mai 2000
15. 3:37:39 h  Satoshi Maruo, Takahata, 27. Oktober 2019
16. 3:37:41 h  Andrei Perlow, Leningrad, 5. August 1989
17. 3:37:41 h  Iwan Noskow, Zürich, 15. August 2014
18. 3:37:46 h  Andreas Erm, Paris, 27. August 2003 (deutscher Rekord)
19. 3:37:54 h  Robert Heffernan, London, 11. August 2012
20. 3:37:58 h  Xing Shucai, Nanning, 27. Februar 2005
21. 3:38:01 h  Alexei Wojewodin, Paris, 27. August 2003
22. 3:38:02 h  Wang Qin, Huangshan, 9. März 2019
23. 3:38:08 h  Sergei Kirdjapkin, Helsinki, 12. August 2005
24. 3:38:08 h  Igor Jerochin, Saransk, 8. Juni 2008
25. 3:38:17 h  Ronald Weigel, Potsdam, 25. Mai 1986
26. 3:38:29 h  Wjatscheslaw Iwanenko, Seoul, 30. September 1988
27. 3:38:43 h  Valentí Massana, Ourense, 20. März 1994
28. 3:39:01 h  Li Jianbo, London, 11. August 2012
29. 3:39:07 h  Yūsuke Suzuki, Wajima, 14. April 2019
30. 3:39:17 h  Dong Jimin, Nanning, 27. Februar 2005
31. 3:39:22 h  Sergei Korepanow, Mézidon-Canon, 2. Mai 1999
32. 3:39:34 h  Valentin Kononen, Dudince, 25. März 2000
33. 3:39:34 h  Wladimir Potjomin, Tscheboksary, 13. Juni 2004
34. 3:39:45 h  Hartwig Gauder, Seoul, 30. September 1988
35. 3:39:47 h  Tomohiro Noda, Takahata, 28. Oktober 2018
36. 3:39:54 h  Jesús Ángel García, Poděbrady, 19. April 1997
37. 3:40:02 h  Aljaksandr Pataschou, Moskau, 27. Mai 1990
38. 3:40:07 h  Andrei Plotnikow, Moskau, 27. Mai 1990
39. 3:40:08 h  Tomasz Lipiec, Mézidon-Canon, 2. Mai 1999
40. 3:40:12 h  Oleg Ischutkin, Poděbrady, 19. April 1997
41. 3:40:12 h  Yūki Yamazaki, Wajima, 12. April 2009
42. 3:40:13 h  Nikolai Matjuchin, Mézidon-Canon, 2. Mai 1999
43. 3:40:19 h  Takayuki Tanii, Incheon, 1. Oktober 2014
44. 3:40:20 h  Hirooki Arai, Wajima, 19. April 2015
45. 3:40:23 h  A Latangadasu, Nanjing, 22. Oktober 2005
46. 3:40:39 h  Ihor Hlawan, Moskau, 14. August 2013
47. 3:40:40 h  Wladimir Kanaikin, Saransk, 12. Juni 2005
48. 3:40:46 h  José Marín, Valencia, 13. Mai 1983
49. 3:40:46 h  Juri Andronow, Moskau, 11. Juni 2012
50. 3:41:02 h  Francisco Javier Fernández, San Pedro del Pinatar, 1. März 2009
51. 3:41:02 h  Wang Zhendong, Huangshan, 6. März 2016

- Schweizer Rekord: Pascal Charrière – 3:59:20 h, Freiburg im Üechtland, 14. April 1996
- österreichischer Rekord: Stephan Wögerbauer – 4:02:39 h, Přerov, 7. Juni 1992

#### Frauen
Alle Geherinnen mit einer Leistung von 4:27:13 h Stunden oder schneller. Letzte Veränderung: 31. Mai 2021
1. 3:50:42 h  Jelena Laschmanowa, Woronowo, 5. September 2020
2. 3:57:08 h  Klawdija Afanasjewa, Tscheboksary, 15. Juni 2019
3. 3:59:15 h  Liu Hong, Huangshan, 9. März 2019
4. 3:59:56 h  Margarita Nikiforowa, Woronowo, 5. September 2020
5. 4:03:51 h  Li Maocuo, Huangshan, 9. März 2019
6. 4:04:36 h  Liang Rui, Taicang, 5. Mai 2018
7. 4:04:50 h  Eleonora Anna Giorgi, Alytus, 19. Mai 2019
8. 4:05:46 h  Júlia Takács, Alytus, 19. Mai 2019
9. 4:05:56 h  Inês Henriques, London, 13. August 2017
10. 4:07:30 h  Ma Faying, Huangshan, 9. März 2019
11. 4:08:58 h  Yin Hang, London, 13. August 2017
12. 4:09:33 h  Claire Tallent, Taicang, 5. Mai 2018
13. 4:10:59 h  Monica Svensson, Scanzorosciate, 21. Oktober 2007
14. 4:11:01 h  Raquel González, El Vendrell, 10. Februar 2019
15. 4:11:12 h  Johana Ordóñez, Lima, 11. August 2019
16. 4:12:16 h  Alena Hinko, Scanzorosciate, 17. Oktober 2004
17. 4:12:44 h  Alina Zwilij, Berlin, 7. August 2018
18. 4:12:56 h  Paola Viviana Pérez, Taicang, 5. Mai 2018
19. 4:13:56 h  Mirna Ortiz, Guatemala-Stadt, 24. Februar 2019
20. 4:14:25 h  Mária Czáková, Dudince, 24. März 2018
21. 4:14:31 h  Jiang Pengqin, Huangshan, 9. März 2019
22. 4:14:49 h  Bai Tiantian, Huangshan, 9. März 2019
23. 4:15:33 h  Wang Yingliu, Huangshan, 9. März 2019
24. 4:15:42 h  Mayra Pérez, Owego, 9. September 2017
25. 4:15:46 h  Maria Juarez Gallardo, Torrevieja, 16. Februar 2020
26. 4:15:50 h  Walentyna Myrontschuk, Alytus, 19. Mai 2019
27. 4:16:27 h  Jolanta Dukure, Paralepa, 9. September 2006
28. 4:16:39 h  Nastassja Jazewitsch, Alytus, 19. Mai 2019
29. 4:17:07 h  Olena Sobtschuk, Alytus, 19. Mai 2019
30. 4:17:29 h  Nadseja Daraschuk, Alytus, 19. Mai 2019
31. 4:18,26 h  Anastassija Kalaschnikowa, Woronowo, 5. September 2020
32. 4:18:56 h  Ainhoa Pinedo, Burjassot, 25. Februar 2018
33. 4:19:04 h  Magaly Bonilla, Taicang, 5. Mai 2018
34. 4:19:37 h  Kristina Ljubuschkina, Tscheboksary, 29. Mai 2021
35. 4:19:56 h  Masumi Fuchise, Wajima, 14. April 2019
36. 4:19:57 h  Chrystyna Judkina, Alytus, 19. Mai 2019
37. 4:20:17 h  Ivana Renić, Dudince, 24. März 2019
38. 4:20:36 h  Erika Morales, Hauppauge, 21. Oktober 2018
39. 4:20:49 h  Yang Shuqing, London, 13. August 2017
40. 4:21:51 h  Kathleen Burnett, London, 13. August 2017
41. 4:22:23 h  Nadeschda Mokejewa, Tscheboksary, 15. Juni 2019
42. 4:22:36 h  Alexandra Buschkowa, Tscheboksary, 9. Juni 2018
43. 4:22:46 h  Viviane Lyra, Lima, 11. August 2019
44. 4:22:47 h  Chi Meijiao, Huangshan, 9. März 2019
45. 4:22:57 h  Evelyn Inga, Ciudad Lázaro Cárdenas, 21. April 2019
46. 4:23:15 h  Wassylyna Witowschtschyk, Berlin, 7. August 2018
47. 4:25:22 h  Brigita Virbalyté-Dimsiené, Villa di Serio, 17. Oktober 2010
48. 4:26:10 h  Mariavittoria Becchetti, Alytus, 19. Mai 2019
49. 4:26:42 h  Chen Yumin, Huangshan, 9. März 2019
50. 4:27:13 h  Olga Schargina, Tscheboksary, 9. Juni 2018